# Kuroda Nagatomo
Pour les articles homonymes, voir Kuroda.
Kuroda Nagatomo est un nom japonais traditionnel ; le nom de famille (ou le nom d'école), Kuroda, précède donc le prénom (ou le nom d'artiste).
Kuroda Nagatomo (黒田 長知, 2 février 1838-7 janvier 1902) est un samouraï de la toute fin de l'époque d'Edo, dernier daimyō du han de Fukuoka. Né deuxième fils de Tōdō Takayuki, seigneur du domaine de Tsu, il est adopté par la famille. Personnalité partisane du domaine de Chōshū durant la tumultueuse période du bakumatsu, il se range du côté du nouveau gouvernement de Meiji au cours de la guerre de Boshin. Il est ensuite intégré dans le nouveau système nobiliaire de l'ère Meiji.
Après avoir transmis sa situation de chef de famille à son fils Kuroda Naganari en 1878, Kuroda Nagatomo meurt à Tokyo en 1902, à l'âge de 63 ans.

## Source de la traduction
- (en) Cet article est partiellement ou en totalité issu de l’article de Wikipédia en anglais intitulé « Kuroda Nagatomo » (voir la liste des auteurs).